# Челятичі
Челятичі (пол. Czelatyce) — село на Закерзонні, в Польщі, у гміні Рокитниця Ярославського повіту Підкарпатського воєводства.
Населення — 667 осіб (2011).

## Розташування
Знаходиться в західній частині Надсяння. Розташоване на відстані 2 км на північний захід від адміністративного центру ґміни Рокитниці, 13 км на південний захід від повітового центру Ярослава і 46 км на схід від воєводського центру Ряшева.

## Історія
Село вперше згадується в 1393 р., власником був Миколай Мзуровський.
За податковим реєстром 1515 р. село належало Дершняку, були 7 ланів (коло 175 га) оброблюваної землі та 5 ланів необроблюваної, корчма і піп (отже, вже тоді в селі була церква).
За податковим реєстром 1589 р. село належало Станіславу Дершняку, у володінні Хлопицького були 1 лан (коло 25 га) оброблюваної землі, 1 загородник із земельною ділянкою і 5 без земельної ділянки, 2 коморники без тяглової худоби, а у володінні Прогенського були 11 і 1/2 лани (коло 287 га) оброблюваної землі та піп із 1/2 лану оброблюваної, 4 загородники із земельною ділянкою і 2 без земельної ділянки, 4 коморники з тягловою худобою і 7 без тяглової худоби. До 1772 року Челятичі входили до складу Перемишльської землі Руського воєводства Королівства Польського.
Відповідно до «Географічного словника Королівства Польського» в 1880 р. Челятичі знаходились у Ярославському повіті Королівства Галичини і Володимирії. На той час унаслідок півтисячоліття латинізації та полонізації українці лівобережного Надсяння опинилися в меншості.
Після розпаду Австро-Угорщини і утворення 1 листопада 1918 р. Західноукраїнської Народної Республіки Челятичі разом з усім Надсянням були окуповані Польщею в результаті кривавої війни. Челятичі входили до Ярославського повіту Львівського воєводства, в 1934—1939 рр. — у складі ґміни Прухник. Українці-грекокатолики належали до парафії Полнятичі Порохницького деканату Перемишльської єпархії.
16 серпня 1945 року Москва підписала й опублікувала офіційно договір з Польщею про встановлення лінії Керзона українсько-польським кордоном. Українці не могли протистояти антиукраїнському терору після Другої світової війни.

## Демографія
Демографічна структура станом на 31 березня 2011 року:
|          | Загалом | Допрацездатний вік | Працездатний вік | Постпрацездатний вік |
| -------- | ------- | ------------------ | ---------------- | -------------------- |
| Чоловіки | 327     | 69                 | 219              | 39                   |
| Жінки    | 340     | 68                 | 187              | 85                   |
| Разом    | 667     | 137                | 406              | 124                  |